# USS Balao (SS-285)
L'USS Balao (SS/AGSS-285) est un sous-marin, navire de tête de sa classe mis en service dans l'United States Navy pendant la Seconde Guerre mondiale.

## Historique

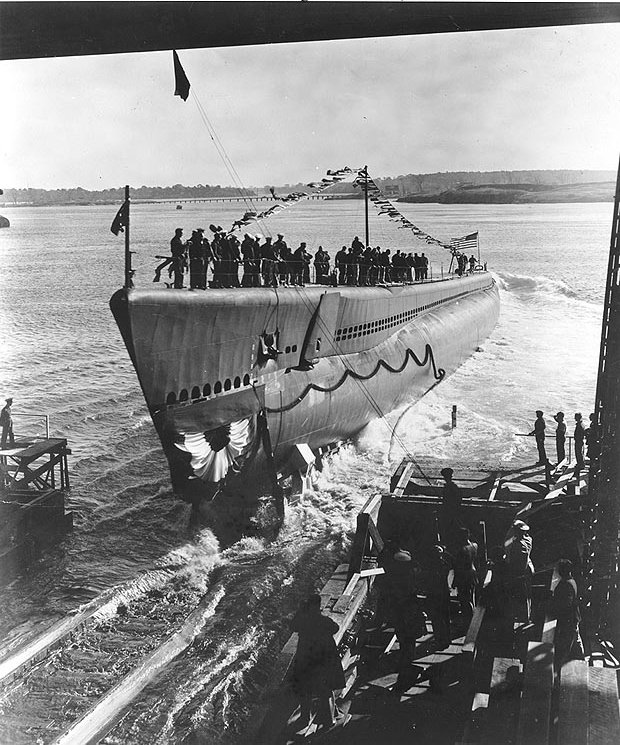
Lancement du Balao au chantier de Portsmouth en octobre 1942.

Construit au chantier naval de Portsmouth à Kittery, sa quille est posée le 26 juin 1942, il est lancé le 27 octobre 1942, parrainé par Mme Jane Aylward et mis en service le 4 février 1943, sous le commandement du Lieutenant Commander Richard H. Grue.

### Seconde Guerre mondiale
Après six semaines de formation à New London (Connecticut), le Balao rejoint l'Australie le 10 juillet 1943 pour rejoindre la 7e flotte de l'United States Pacific Fleet, engagée dans la guerre contre les Japonais. Ses trois premières patrouilles, effectuées depuis Brisbane en juillet-septembre 1943, octobre-novembre et décembre 1943-janvier 1944, l'emmène dans les eaux des îles Carolines et Bismarck. Aucun naufrage ne semble avoir eu lieu, bien qu'une attaque contre un convoi ennemi le 22 octobre ait abouti à un crédit en temps de guerre, naufrage qui ne put être confirmé dans un examen d'après-guerre.
Le Balao appareille de Brisbane pour sa 4e patrouille guerre en février 1944. Cette croisière, achevée en mars à Pearl Harbor, coûte aux Japonais au moins trois navires marchands malgré plusieurs problèmes de torpilles. Le sous-marin effectue deux autres patrouilles de guerre depuis Pearl Harbor en avril-juin et juillet-août, coulant un chalutier armé et secourant plusieurs aviateurs américains abattus au large des Palaos.
Après une révision en Californie, le submersible retourne au combat en décembre 1944 dans le cadre d'une « meute de loups » composée trois sous-marins. Les archives d'après-guerre lui attribua un navire japonais envoyé par le fond pendant sa septième patrouille.
Deux autres navires et un autre chalutier furent coulés par le Balao lors de sa huitième patrouille de guerre, effectuée au large de la Chine en février-avril 1945. Lors de ses deux dernières patrouilles de guerre, effectuées en mai-juin et juillet-août, le submersible ne rencontra aucun navire ennemi, mais il secourra plusieurs aviateurs des eaux du Pacifique.
Le Balao rejoint la côte est des États-Unis à la fin d'août 1945, peu avant la capitulation du Japon. Il est désarmé un an plus tard et rejoint la flotte de réserve de l'Atlantique.

### Après-guerre
Remis en service pour la guerre froide en mars 1952, le Balao rejoint Key West, en Floride, pour suivre une formation et servir de navire-école. Au cours des années suivantes, il servit de cible pour les forces anti-sous-marines tout en visitant régulièrement les ports du sud des États-Unis. Il effectua une croisière sud-américaine en janvier-mars 1957 pour participer à des exercices avec les marines locales et, en 1959, joua un rôle de premier plan dans le film Opération Jupons.

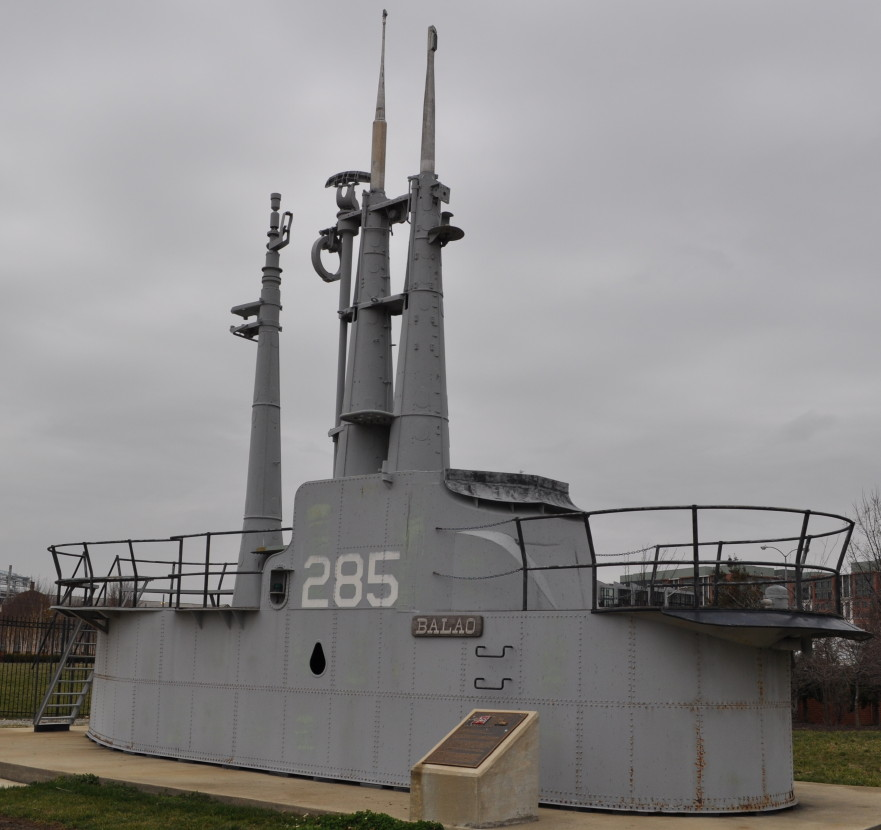
Kiosque du Balao exposé au Washington Navy Yard.

Reclassifiée AGSS-285 en avril 1960, le Balao poursuit ses missions d'entraînement et de test pendant trois années. Il est déployé en Méditerranée au milieu de l'année 1962 et sert pendant la crise des missiles de Cuba en octobre de la même l'année. Le Balao est désarmé en août 1963 et coulé comme cible au large de la Floride le 6 septembre 1963. Son kiosque a été préservé et est exposé depuis le milieu des années 1960 à l'ancien chantier naval Washington Navy Yard.

## Commandement
- Commander Richard Henry Crane du 4 février 1943 au 25 novembre 1943.
- Lieutenant Commander Cyrus Churchill Cole du 25 novembre 1943 au 18 avril 1944.
- Commander Marion Frederic Ramirez de Arellano du 18 avril 1944 au 7 février 1945.
- Lieutenant Commander Robert Kemble Rittenhouse Worthington du 7 février 1945 au 30 août 1945.
- Lieutenant Commander Harry Ellsworth Davey, Jr. du 30 août 1945 à avril 1946.

## Décorations
Le Balao a reçu neuf battle stars pour son service dans la Seconde Guerre mondiale.